# NGC 190A
NGC 190A (ook wel  PGC 2325, MCG 1-2-42, ZWG 409.51, 3ZW 10, HCG 5B of DRCG 2-61) is een elliptisch sterrenstelsel in het sterrenbeeld Vissen.